# キューバの国家元首
現行のキューバの国家元首（キューバのこっかげんしゅ）は、2019年2月の国民投票で可決し、4月に改正・施行された憲法に基づく「キューバ共和国大統領（スペイン語: Presidente de la República de Cuba）」であり、1902年の独立から1976年まで存在していた同職を復活させたものである。1976年から2019年までは、国家評議会の議長たる国家評議会議長（スペイン語: Presidente del Consejo de Estado）であった。
なお、国家評議会議長も大統領も、キューバの公用語であるスペイン語では「Presidente」の語が用いられている。1976年以前の大統領が単独で国家元首の機能を果たしていたのに対し、国家評議会議長は国家評議会という元首の機能を果たす合議体の長である点が異なっていた。

## 国家評議会議長（1976年～2019年）

### 選出
国家評議会は人民権力全国会議の機関であり（憲法89条）、人民権力全国会議の議員の中から、議長、第一副議長、5名の副議長、書記及びさらに23名のメンバーからなる国家評議会を選出する（憲法第74条）とされていた。

### 権限
社会主義国の元首はソビエト連邦最高会議幹部会議長や中華人民共和国主席、東ドイツの国家評議会議長のように元首としての権限自体は象徴的・儀礼的なものであることが多い（支配政党の書記長・総書記が実質的な国家の最高指導者であり、彼らが元首を兼務している場合でも権力の源泉は国家を指導する党の指導者であることが多い）が、1976年以降のキューバの元首である国家評議会議長は閣僚評議会議長（首相）を兼務し（憲法第74条で「国家評議会議長は、国の長であり、政府の長である」と規定されていた）、キューバ憲法第93条でも「国及び政府の総合的政策を指導する」「大臣又は中央行政機構を指揮する」「すべての軍隊の最高指揮権を行使し及び全編成を決定する」など国家評議会議長の地位そのものに強大な権限が与えられていた。

### 2019年の憲法改正後
2019年の憲法改正後も「国家評議会議長」という役職は残ったものの、国家評議会は人民権力全国会議閉会中の立法機関（中国の全国人民代表大会常務委員会やベトナム国会の常務委員会などと同様）としての役割のみとなり、議長は人民権力全国会議議長が兼任している。

## 共和国大統領（2019年～）

### 選出
人民権力全国会議の議員の中から選出され、任期は5年、再選は1度まで。立候補時の年齢は60歳までとされた（第121条）。

### 権限
国家評議会議長は首相職にあたる閣僚評議会議長を兼ねていたが、憲法改正後の大統領職は首相職と分離され、執権政党の指導者であるキューバ共産党第一書記・大統領・首相に権限が分散された（ただし、2021年に引退したラウル・カストロ第一書記の後任にディアス＝カネル大統領が選出されたため、党と国家のトップは再び一人の人物に集約されている）。

### 呼称
日本の外務省は訳語に大統領を当てている。一方、中国国営の新華社では中国語でアメリカ合衆国大統領などに充てている「総統」ではなく自国の国家元首と同様の「国家主席」との訳を使用している。なお、1976-2019年の国家評議会議長は「国務委員会主席」と訳していた。

## 国家元首一覧
建国以来、キューバは共和制を国体として採用していたことから、国家元首は大統領が務めていた。1901年に制定された当初の憲法下では、大統領の任期は一期4年とされ、再選も可能であった。ただし、キューバは政情不安から一時期アメリカの暫定弁務官による統治を受けた他、相次ぐ政変によって、短期間のうちに目まぐるしく大統領が交代していった。1940年の新憲法制定後には大統領の就任期間が安定化したものの、1952年のフルヘンシオ・バティスタによるクーデターによって安定は終わりを迎えた。
キューバ革命以降も大統領職は存在したが、実権は共産党第一書記兼首相のフィデル・カストロが有していた。1976年に憲法が改正され、大統領を廃止し人民権力全国会議が選出する国家評議会議長が設置され、カストロが2008年の引退までその地位にあった。
| 代                     | 氏名                                                                                 | 氏名                 | 所属政党                           | 期                          | 就任日               | 退任日               |
| キューバ共和国大統領   | キューバ共和国大統領                                                                 | キューバ共和国大統領 | キューバ共和国大統領               | キューバ共和国大統領        | キューバ共和国大統領 | キューバ共和国大統領 |
| ---------------------- | ------------------------------------------------------------------------------------ | -------------------- | ---------------------------------- | --------------------------- | -------------------- | -------------------- |
| 1                      | トマス・エストラーダ・パルマ                                                         |                      | Partido Moderato                   | 1                           | 1902年5月20日        | 1906年5月20日        |
| 1                      | トマス・エストラーダ・パルマ                                                         | 2                    | Partido Moderato                   | 1906年5月20日               | 1906年9月28日        |                      |
| -                      | ウィリアム・ハワード・タフト                                                         |                      | 共和党                             | -                           | 1906年9月29日        | 1906年10月13日       |
| -                      | チャールズ・エドワード・マグーン                                                     |                      | 無所属                             | -                           | 1906年10月13日       | 1909年1月28日        |
| 2                      | José Miguel Gómez                                                                    |                      | 自由党                             | 3                           | 1909年1月28日        | 1913年5月20日        |
| 3                      | マリオ・ガルシア・メノカル                                                           |                      | 保守党                             | 4                           | 1913年5月20日        | 1917年5月20日        |
| 3                      | マリオ・ガルシア・メノカル                                                           | 5                    | 保守党                             | 1917年5月20日               | 1921年5月20日        |                      |
| 4                      | Alfredo Zayas y Alfonso                                                              |                      | キューバ人民党-国民同盟            | 6                           | 1921年5月20日        | 1925年5月20日        |
| 5                      | ヘラルド・マチャド・イ・モラレス                                                     |                      | 自由党                             | 7                           | 1925年5月20日        | 1929年5月20日        |
| 5                      | ヘラルド・マチャド・イ・モラレス                                                     | 8                    | 自由党                             | 1929年5月20日               | 1933年8月24日        |                      |
| -                      | Alberto Herrera y Franchi                                                            | 8                    |                                    | 無所属（軍人）              | 1933年8月12日        | 1933年8月13日        |
| -                      | Carlos Manuel de Céspedes Quesada                                                    | 8                    |                                    | ABC Sociedad Revolucionaria | 1933年8月13日        | 1933年8月24日        |
| -                      | Carlos Manuel de Céspedes Quesada                                                    | 8                    | 1933年8月24日                      | ABC Sociedad Revolucionaria | 1933年9月5日         |                      |
| 暫定政府行政委員会委員 |                                                                                      |                      |                                    |                             |                      |                      |
| -                      | ラモン・グラウ・サン・マルティン                                                     |                      | キューバ革命党                     | -                           | 1933年9月5日         | 1933年9月10日        |
| -                      | Guillermo Portela y Möller                                                           |                      | 自由党                             | -                           | 1933年9月5日         | 1933年9月10日        |
| -                      | José Miguel Irisarri y Gamio                                                         |                      | 保守党                             | -                           | 1933年9月5日         | 1933年9月10日        |
| -                      | Sergio Carbó y Morera                                                                |                      | キューバ人民党-国民同盟            | -                           | 1933年9月5日         | 1933年9月10日        |
| -                      | Porfirio Franca y Álvarez de la Campa                                                |                      | 自由党                             | -                           | 1933年9月5日         | 1933年9月10日        |
| キューバ共和国大統領   |                                                                                      |                      |                                    |                             |                      |                      |
| 6                      | ラモン・グラウ・サン・マルティン                                                     |                      | キューバ革命党                     | 9                           | 1933年9月10日        | 1934年1月15日        |
| -                      | Carlos Hevia y de los Reyes Gavilán                                                  |                      | キューバ革命党                     | 9                           | 1934年1月15日        | 1934年1月18日        |
| -                      | マヌエル・マルゲス・スターリング・イ・ギラル Manuel Márquez Sterling y Loret de Mola |                      | 無所属                             | 9                           | 1934年1月18日        | 1934年1月18日        |
| -                      | カルロス・メンディエタ・イ・モンテフール                                             |                      | 国民連合                           | 9                           | 1934年1月18日        | 1935年12月11日       |
| -                      | ホセ・アグリピノ・バルネ・イ・ビネヘラス                                             |                      | 国民連合                           | 9                           | 1935年12月11日       | 1935年12月13日       |
| -                      | ホセ・アグリピノ・バルネ・イ・ビネヘラス                                             | 1935年12月13日       | 国民連合                           | 9                           | 1936年5月20日        |                      |
| 7                      | ミゲル・マリアノ・ゴメス・イ・アリアス                                               |                      | 国民連合                           | 10                          | 1936年5月20日        | 1936年12月24日       |
| 8                      | フェデリコ・ラレード・ブル                                                           |                      | 国民連合                           | 11                          | 1936年12月24日       | 1940年10月10日       |
| 9                      | フルヘンシオ・バティスタ                                                             |                      | 民主社会主義連合                   | 12                          | 1940年10月10日       | 1944年10月10日       |
| 10                     | ラモン・グラウ・サン・マルティン                                                     |                      | 真正革命党                         | 13                          | 1944年10月10日       | 1948年10月10日       |
| 11                     | カルロス・プリオ・ソカラス                                                           |                      | 真正革命党                         | 13                          | 1948年10月10日       | 1952年3月10日        |
| -                      | フルヘンシオ・バティスタ                                                             |                      | 進歩行動党                         | -                           | 1952年3月10日        | 1955年2月24日        |
| -                      | アンドレス・ドミンゴ・モラレス・カスティージョ Andrés Domingo Morales y del Castillo |                      | 進歩行動党                         | -                           | 1954年8月14日        | 1955年2月24日        |
| 12                     | フルヘンシオ・バティスタ                                                             |                      | 進歩行動党                         | 14                          | 1955年2月24日        | 1959年1月1日         |
| -                      | Anselmo Alliegro y Milá                                                              |                      | 革新党                             | 14                          | 1959年1月1日         | 1959年1月2日         |
| -                      | Carlos Manuel Piedra y Piedra                                                        |                      | 無所属                             |                             | 1959年1月2日         | 1959年1月2日         |
| 13                     | マヌエル・ウルティア・ジェオ Manuel Urrutia Lleó                                     |                      | 無所属                             |                             | 1959年1月3日         | 1959年7月17日        |
| 14                     | オスバルド・ドルティコス・トラド                                                     |                      | 社会主義革命連合党→ キューバ共産党 |                             | 1959年7月18日        | 1976年12月2日        |
| 国家評議会議長         |                                                                                      |                      |                                    |                             |                      |                      |
| 1                      | フィデル・カストロ                                                                   |                      | キューバ共産党                     |                             | 1976年12月3日        | 2008年2月24日        |
| 2                      | ラウル・カストロ                                                                     |                      | キューバ共産党                     |                             | 2008年2月24日        | 2018年4月19日        |
| 3                      | ミゲル・ディアス＝カネル                                                             |                      | キューバ共産党                     |                             | 2018年4月19日        | 2019年10月10日       |
| キューバ共和国大統領   |                                                                                      |                      |                                    |                             |                      |                      |
| 15                     | ミゲル・ディアス＝カネル                                                             |                      | キューバ共産党                     |                             | 2019年10月10日       | （現職）             |